# Karl von Riecke

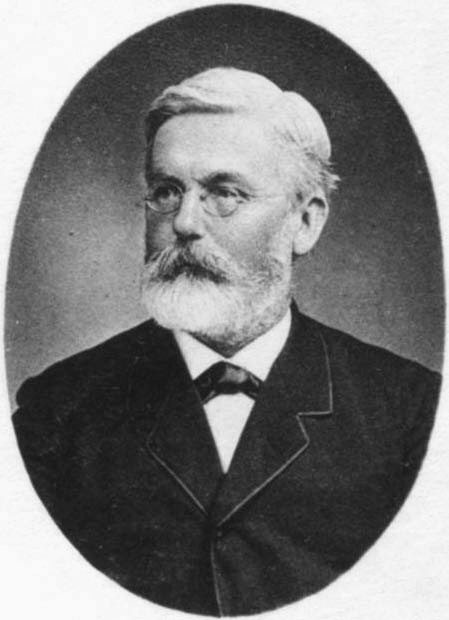
Karl Viktor von Riecke auf einem Porträtfoto aus Geschichte der Stadt Stuttgart, herausgegeben von dem Historiker Julius von Hartmann, Stuttgart 1905

Karl Viktor Riecke, ab 1870 von Riecke (* 27. Mai 1830 in Stuttgart, Königreich Württemberg; † 9. März 1898 ebenda), war ein württembergischer Beamter, Mitglied der Württembergischen Landstände und Staatsminister der Finanzen.

## Herkunft der Familie Riecke

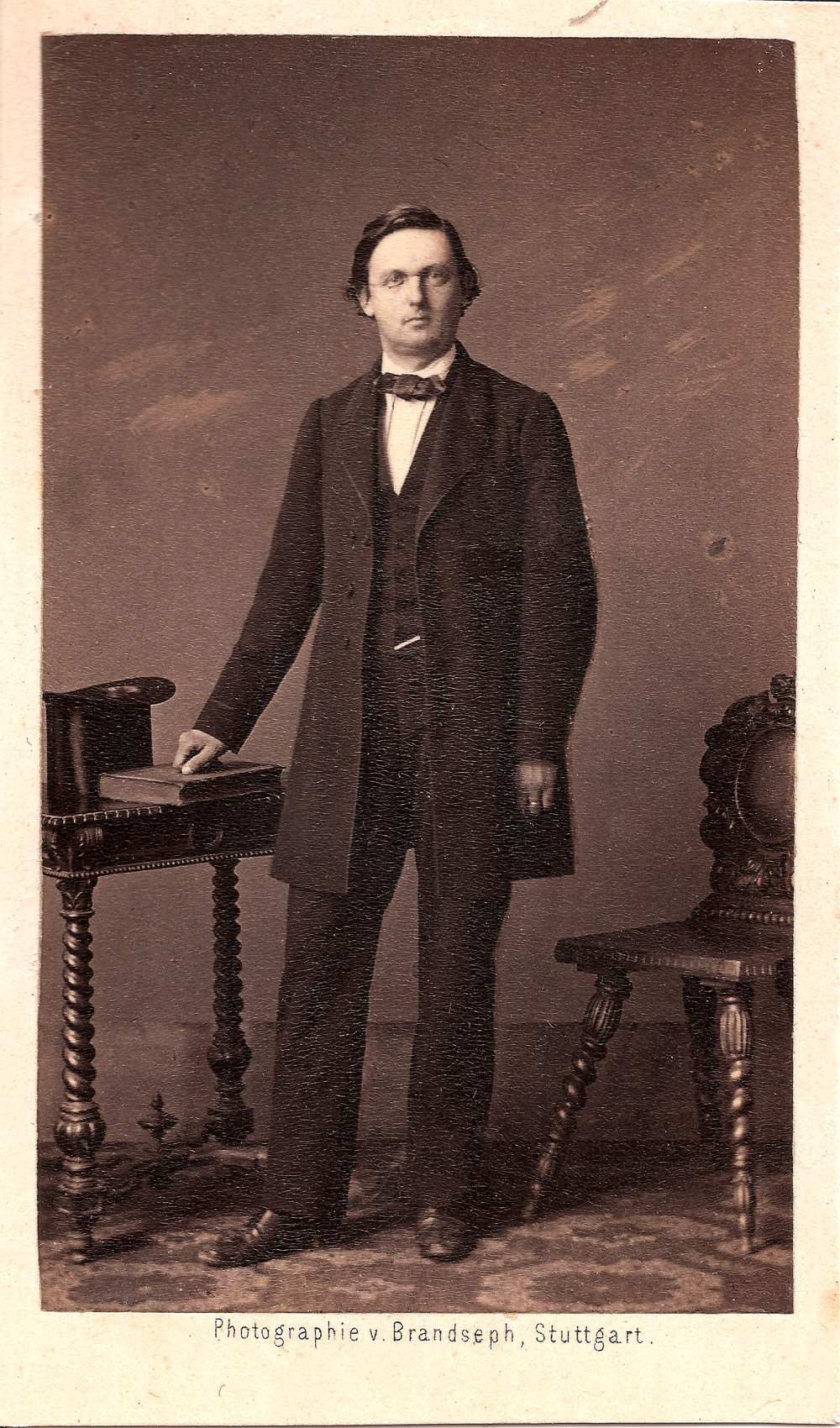
Karl Viktor von Riecke auf einer Porträtfotografie von Friedrich Brandseph um 1862

Die Vorfahren des württembergischen Staatsministers für Finanzen Karl Viktor von Riecke waren gegen Ende des 17. Jahrhunderts aus Mecklenburg in das Herzogtum Württemberg eingewandert.
In Württemberg hatte die Familie Riecke über mehrere Generationen eine ganze Reihe nennenswerter Männer hervorgebracht. In der Allgemeinen Deutschen Biographie werden folgende Vorfahren erwähnt: Die Ärzte Ludwig Heinrich Riecke (1729–1787), Viktor Riecke (1771–1850), Leopold Riecke (1790–1876) und Adolf Riecke (1805–1857), die Pädagogen Heinrich Riecke (1759–1830) und Gustav Adolf Riecke (1798–1883) sowie der Mathematiker Friedrich Riecke (1794–1876).
Der promovierte Rechtswissenschaftler Christian Heinrich Riecke (1802–1865), der bis zum Hofkammerdirektor und Hofrichter des Königreichs Württemberg aufstieg, ist Karl Viktor Rieckes Vater. Seine Mutter Charlotte Auguste geb. Reyscher (1804–1870) ist eine Schwester des Landtagsabgeordneten August Ludwig Reyscher. Neben Karl Viktor Riecke als einzigem Sohn kamen in der Ehe seiner Eltern vier Töchter zur Welt.

## Leben
Karl Riecke besuchte von 1836 bis 1842 die Lateinschule in Tübingen anschließend besuchte er von 1842 bis 1847 das Gymnasium Illustre in seiner Vaterstadt Stuttgart. Ein erstes Studium absolvierte er während der Revolutionsjahre 1848 und 1849 an der landwirtschaftlichen Akademie in Hohenheim. Danach ließ sich Riecke am Kameralamt Heilbronn zum Stadtschreiber ausbilden. An der Universität Tübingen studierte Riecke neben Rechts- und Kameralwissenschaften von 1849 bis 1852 Gewerbeökonomie und Maschinenlehre. Als Student trat er 1849 der Burschenschaft Germania bei. 1852 absolvierte er die erste und 1853 die zweite Höhere Finanzdienstprüfung. Als junger Absolvent arbeitete er zunächst als provisorischer Buchhalter im Kameralamt von Heilbronn, ehe er sich ab September 1854 auf die in jener Zeit übliche Studienreise begab, die ihn über Mittel- und Norddeutschland weiter über Belgien bis nach Paris führte. 1857 wurde Riecke Zollassistent bei den Hauptzollämtern Heilbronn und Friedrichshafen. Im November 1857 begann er als Sekretär im Departement der Finanzen und wurde 1859 Ministerialassessor. Von September 1859 an war er mit dem Referat Zoll- und Handels, Geld- und Münzwesen betraut und: „bald berufen, in den wichtigsten Fragen nicht bloß der Zoll- und Finanzverwaltung, sondern des deutschen Zollvereins und der deutschen Zukunft tätig zu sein“.

## Politischer Werdegang
Durch den preußisch-französischen Handelsvertrag von 1862 war wegen des Widerspruchs von Bayern, Württemberg, Hessen und Nassau die weitere Existenz des Zollvereins ernsthaft gefährdet. Von den dadurch veranlassten ersten Besprechungen im April 1862 bis zu der erneuerten Zollvereinigung im Mai 1865 vertrat Riecke als Finanzrat die Interessen Württembergs. Bei den Verhandlungen ließ Riecke erkennen, dass er ein starres Festhalten an einer süddeutschen Sonderpolitik für verfehlt erachtete und zwar Landesbelange für berechtigt hielt, sich aber eher dem Ziel einer Einigung nach den Vorstellungen Preußens unter den Bedingungen des Freihandels verpflichtet fühlte. Er hat dann zu Beginn des Deutschen Kriegs 1866 bei Besprechungen in München über die Sicherung der Zollinteressen der süddeutschen Staaten den Beschluss mit herbeigeführt, dass vorerst nichts geschehen sollte. Dadurch blieb der Zollverein trotz des Krieges bestehen. 1868 gehörte Riecke zu den Unterzeichnern des neuen Zollvereinsvertrags und konnte als wirklicher Oberfinanzrath und Bevollmächtigter im Zollbundesrat „eine Stütze der Verhandlungen“ sein, wie er von Rudolph von Delbrück bei Bismarck gelobt wurde. Auch der Handelsvertrag zwischen dem Zollverein und der Schweiz wurde von Riecke mit in die Wege geleitet. 1870 war er bei den Verhandlungen über den Eintritt Württembergs in den Norddeutschen Bund beteiligt. Im neu gegründeten Deutschen Reich wirkte er noch 1½ Jahre an den Arbeiten des Bundesrats als württembergischer Bevollmächtigter mit. Wiederholt wurde Riecke zum Übertritt in hohe Reichsämter eingeladen, zog es aber vor, in Württemberg zu bleiben.

### Mitglied der Ersten Kammer der Württembergischen Landstände
Seit 1872 war Riecke auf Lebenszeit ernanntes Mitglied der Ersten Kammer der Württembergischen Landstände, womit sein direkter Einfluss auf die Landesverwaltung und Gesetzgebung begann. Seine Berichte für die Kammer verschafften ihm hohes Ansehen auch in der Öffentlichkeit. Er übernahm im Juli 1873 als Nachfolger von Gustav Rümelin die Leitung des seit 1820 bestehenden Statistisch-Topographischen Bureaus (Statistisches Landesamt). Dessen ordentliches Mitglied war er schon seit 1863 im Nebenamt gewesen und hatte es bei den internationalen statistischen Kongressen in Berlin 1863 und in Den Haag 1866 vertreten. Zu der im statistischen Landesamt von Rümelin bevorzugt ausgebauten Bevölkerungsstatistik trat mit Riecke die Pflege der Verwaltungsstatistik. 1872 wurde er vom Kongress in St. Petersburg in die permanente internationale Kommission gewählt, 1886 zum Ehrenmitglied des Internationalen statistischen Instituts ernannt. Bereits 1875 berief ihn die staatswissenschaftliche Fakultät der Universität Tübingen auf einen Lehrstuhl. Auch der evangelischen Landeskirche hat Riecke seinen Dienst erwiesen, seit 1874 als vom König ernanntes Mitglied der Landessynode und von 1886 bis 1891 auch als ihr gewählter Präsident. Diese Zeit war unter anderem geprägt von der neu zu schaffenden Gemeinde- und Synodalordnung sowie der Neuorientierung der Kirche hinsichtlich ihrer Stellung zur Zivilehe.

### Berufung in den Obersten Rat der Württembergischen Krone
Im November 1880 vertauschte Riecke die Tätigkeit im Statistisch-Topographischen Bureau mit der Leitung des Steuerkollegiums und kümmerte sich dort um einen beschleunigten, glatten Geschäftsgang. 1885 wurde er in den obersten Rat der Krone, den Geheimen Rat, berufen. Mit der Thronbesteigung König Wilhelms II. im Oktober 1891 wurde der 61 Jahre alte Riecke als Staatsminister in der Regierung Mittnacht an die Spitze des Departements der Finanzen gestellt. Von seinem Landtagsmandat in der Ersten Kammer trat er daraufhin zurück. Seit 1892 war er wieder Bevollmächtigter beim Bundesrat in Berlin. Die sieben Jahre seiner Amtszeit als Staatsminister in Stuttgart reichten nicht aus, um alle von ihm selbst geforderten Maßnahmen zu verwirklichen, wie etwa die Einführung einer allgemeinen Einkommensteuer, die gesetzliche Ordnung des Staatshaushalts, die Mitwirkung zur Stärkung und Verselbständigung der Reichsfinanzen sowie zugleich die Entflechtung der Einzelstaatshaushalte.
Als Riecke nach einem längeren Herzleiden am 9. März 1898 starb, war die allgemeine Trauer über den Verlust des Staatsmannes groß; auch die Schwäbische Tagwacht, das Organ der schwäbischen Sozialdemokratie, sprach von „einem Minister, der in den weitesten Volkskreisen sich großer Sympathien erfreute und von dem selbst seine Gegner auch in der Zukunft nur mit Hochachtung sprechen werden“.

## Familie und privates Leben

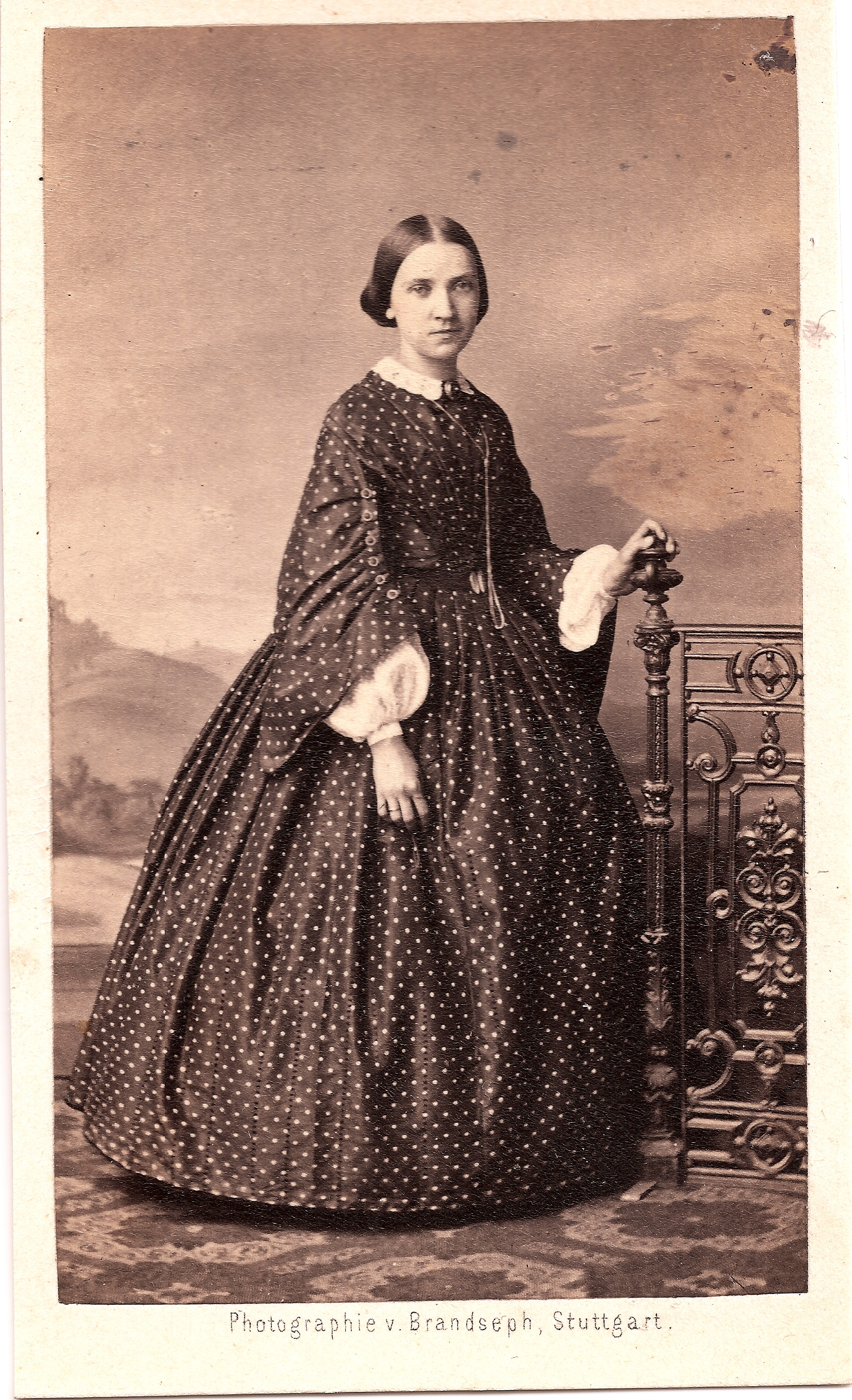
Theophanie Riecke, Tochter von Carl Friedrich Haug auf einem Porträtfoto von Friedrich Brandseph um 1862

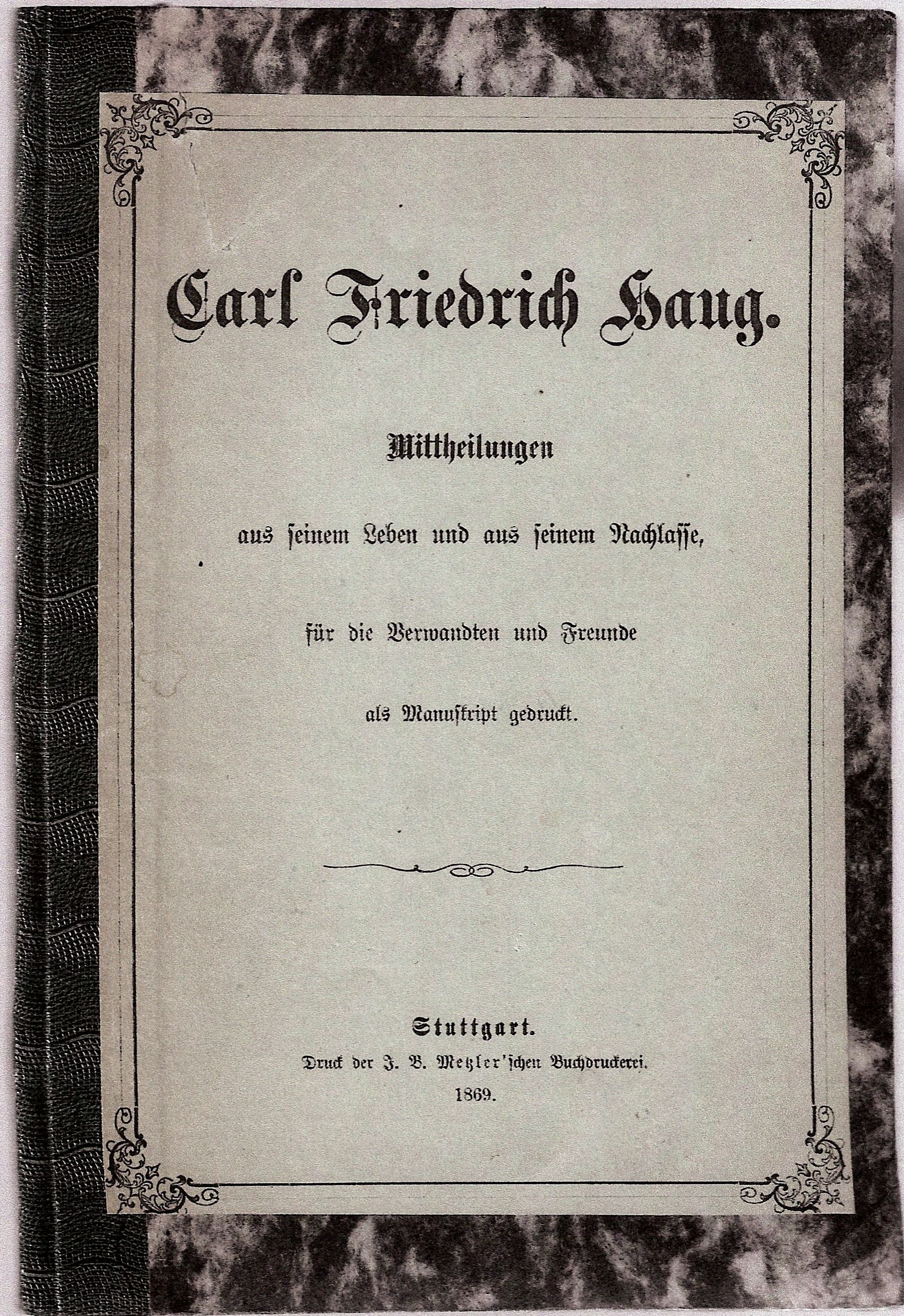
Originaleinband: Carl Friedrich Haug: Mittheilungen aus seinem Leben und aus seinem Nachlasse, für die Verwandten und Freunde als Manuskript gedruckt. Bearbeitet von Karl von Riecke. Stuttgart. Druck der I. B. Metzler’schen Buchdruckerei 1869.

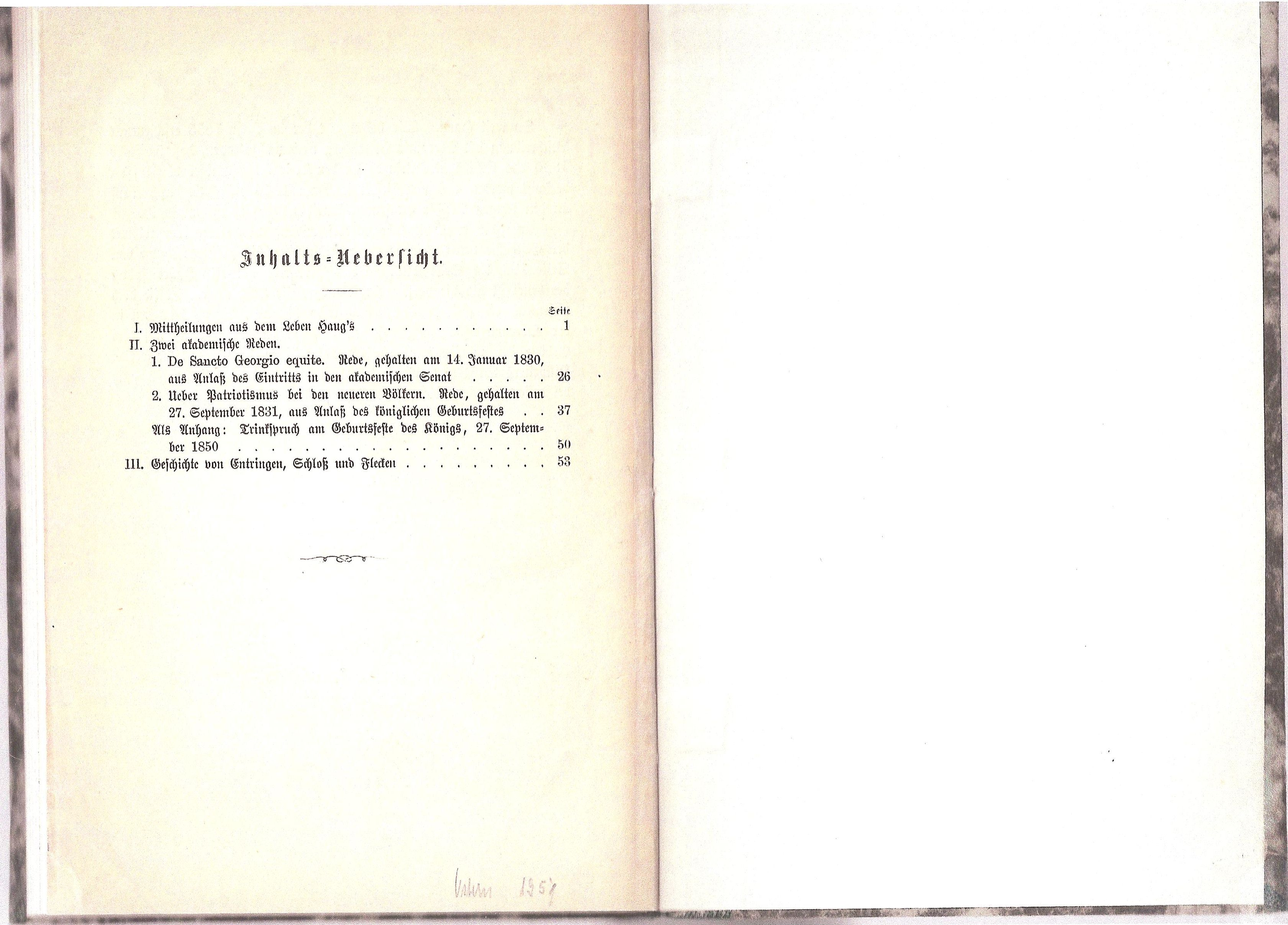
Inhalts=Uebersicht. Mittheilungen aus seinem Leben und aus seinem Nachlasse, für die Verwandten und Freunde als Manuskript gedruckt. Stuttgart. Druck der I. B. Metzler’schen Buchdruckerei.1869. Bearbeitet von Karl von Riecke

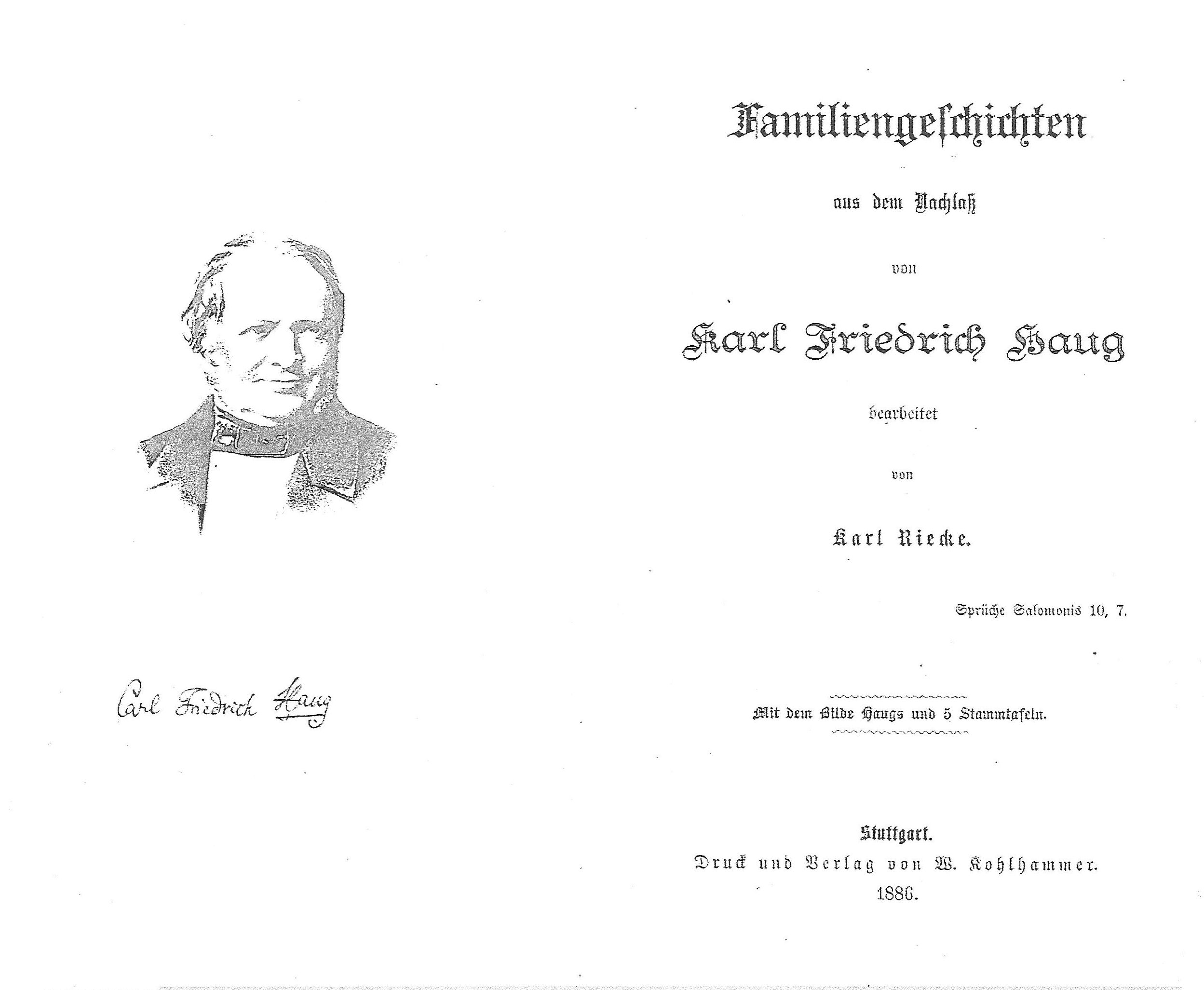
Frontispiz und Titelblatt der Familiengeschichten aus dem Nachlaß von Karl Friedrich Haug. Bearbeitet von Karl von Riecke. Sprüche Salomonis 10,7. Mit dem Bilde Haugs und 5 Stammtafeln. Stuttgart. Druck und Verlag von W. Kohlhammer. 1886.

Karl Viktor von Riecke schloss am 4. Mai 1861 mit Theophanie Emilie Mathilde Haug (1835–1901) in Tübingen die Ehe. Theophanie war die zweite Tochter und das dritte Kind des Historikers Carl Friedrich Haug.
In ihrem letzten gemeinsamen Lebensjahrzehnt wohnte das Ehepaar Riecke auf einem Landsitz über dem Stuttgarter Talkessel. Zitat Julius von Hartmann: „Seine Gattin, die reichbegabte Tochter des Tübinger Historikers Haug, mit der er 38 Jahre in glücklicher, aber kinderloser Ehe gelebt hatte, ist ihm nach zwei Jahren in die Ewigkeit nachgefolgt.“
Karl Viktor von Riecke hat die biographischen und genealogischen Dokumente zur Familie seines Schwiegervaters Carl Friedrich Haug ergänzend, druckreif bearbeitet und zwei Veröffentlichungen zur Person Haugs, seinem Wirken und seinen verwandtschaftlichen Beziehungen, verfasst und herausgegeben. Abbildungen zu zwei Schriften der Veröffentlichungen Rieckes, sind diesem Text angegliedert.
Unter dem Titel: Altwirtembergisches aus Familienpapieren zum besten des Lutherstiftes, einer Erziehungsanstalt für Pfarrerssöhne, veröffentlichte Karl Viktor von Riecke, die von ihm sorgsam bearbeiteten genealogischen Forschungen seines Schwiegervaters zur Württembergischen Familien- und Landesgeschichte, ebenfalls bei W. Kohlhammer 1886 erschienen. Diese Ausgabe wurde von Google vollständig digitalisiert bereitgestellt.
Auch zu seinen eigenen Vorfahren hat Riecke Forschungen betrieben. Dank dieser Arbeiten, sind heute Veröffentlichungen über die Herkunft seiner Vorfahren bekannt, insbesondere finden sich darin interessante Einblicke in die Genealogie der Familie Reyscher.

## Ehrungen und Auszeichnungen
- 1876 Verleihung der Ehrendoktorwürde, Doktor Oeconomiae Publicae (Dr. oec. publ.) der Universität Tübingen
- 1870 Ritterkreuz erster Klasse des Ordens der Württembergischen Krone[3]. Damit war der württembergische personengebundene Adelsstand (Nobilitierung) verbunden.
- 1888 Kommenturkreuz des Ordens der Württembergischen Krone[4]
- Großkreuz des Ordens der Württembergischen Krone
- Großkreuz des Friedrichs-Ordens
- 1897 Preußischer Roter Adlerorden I. Klasse

## Werke
Während seiner Zeit als Leiter des Statistischen Landesamts war Riecke Herausgeber folgender laufender und periodischer Arbeiten:
- Württembergische Jahrbücher für Statistik und Landeskunde, zu denen seit 1878 auch die Württembergischen Vierteljahrshefte für Landesgeschichte traten
- Beschreibung des Landes nach Oberämtern (1824–1886, wieder aufgenommen 1893)
- Das zusammenfassende Werk Das Königreich Württemberg (1882 bis 1886)
- Das Kartenwesen des Statistischen Landesamts

Das dem Nekrolog Rieckes in den Württembergischen Jahrbüchern angehängte Verzeichnis seiner Veröffentlichungen in wissenschaftlichen Zeitschriften und in Zeitungen, Sammelwerken sowie in selbständigen Schriften nimmt fünf großformatige Druckseiten ein. Die folgende Aufzählung ist somit nur ein kleiner Querschnitt seines Gesamtwerkes:
- Meine Wanderjahre und Wanderungen, als Handschrift gedruckt, Stuttgart 1877 (Erinnerungsschrift)
- Statistik der Universität Tübingen, 1877
- Zölle und Rübenzuckersteuer in vier Auflagen von Schönbergs Handbuch der politischen Ökonomie, 1882 ff.
- Verfassung, Verwaltung und Staatshaushalt des Königreichs Württemberg (als Sonderausgabe in zwei Auflagen, 1882 und beträchtlich erweitert 1887). Dies war der vierte Band der von Riecke mit herausgegebenen Landesbeschreibung.
- Erinnerungen aus alter und neuer Zeit von A. L. Reyscher, 1884 (Erinnerungsschrift zum Leben seines Onkels).
- Altwürttembergisches aus Familienpapieren von K. Fr. Haug, 1886 (Erinnerungsschrift zum Leben seines Schwiegervaters).
- Die internationale Finanzstatistik, 1886
- Karl Viktor von Riecke: Reyscher, Ludwig. In: Allgemeine Deutsche Biographie (ADB). Band 28, Duncker & Humblot, Leipzig 1889, S. 360–368.
- Finanzlage, Etatfragen und Stand der Steuerreform in Württemberg, in Schanz’ Finanzarchiv 1891